# Sztehlo Ottó

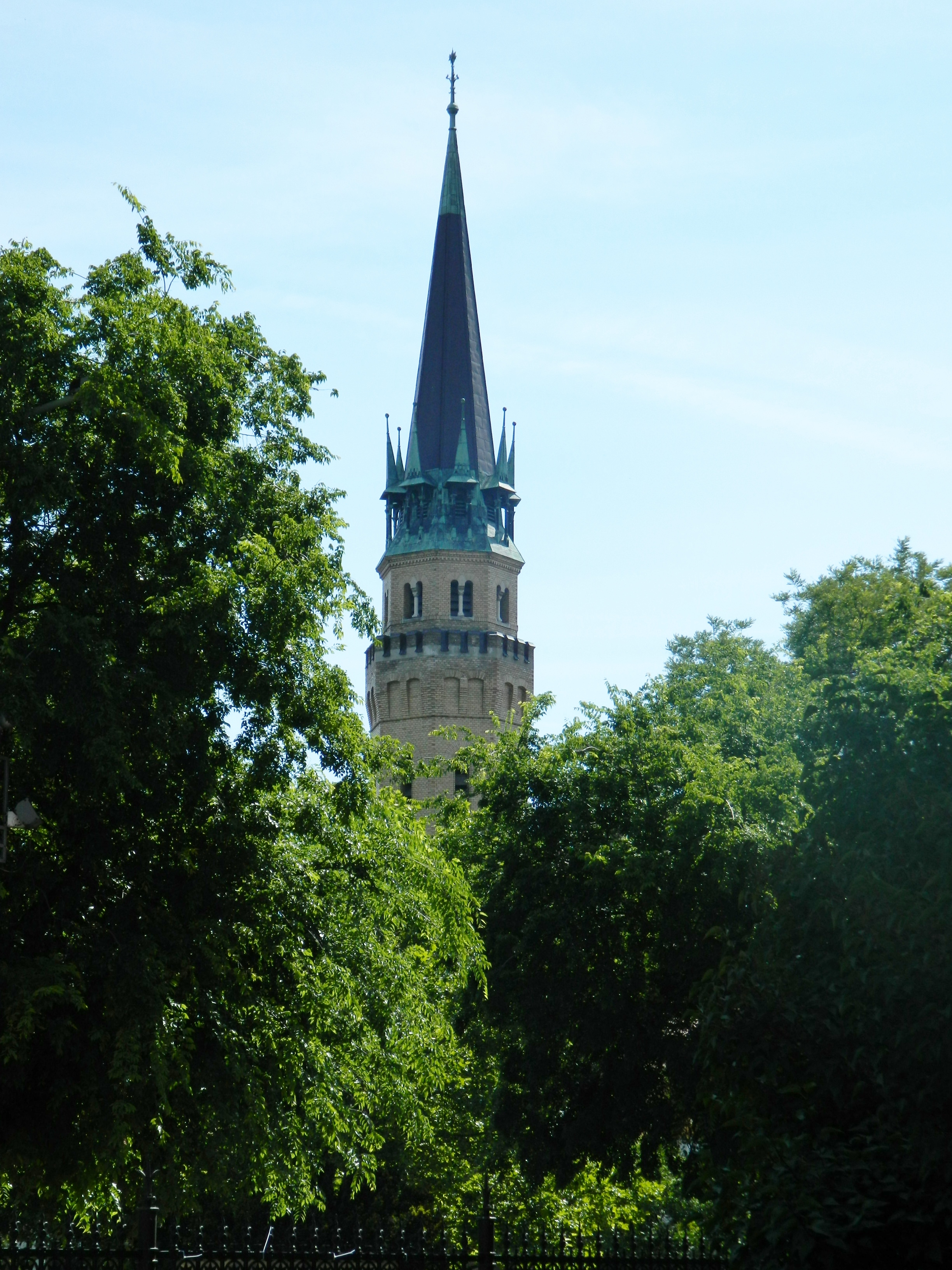
A ceglédi evangélikus templom tornya, tervezője Sztehlo Ottó

Sztehlo Ottó  (számos forrásban Sztehló) (Dobsina, Gömör vármegye, 1851. december 10. – Budapest, 1923. június 19.) magyar  építész.

## Életpályája
Műegyetemi tanulmányainak befejezése után a kassai dóm helyreállításán dolgozott Steindl Imre mellett. 1894-től a Műemlékek Országos Bizottsága másodépítészeként műemlékek felmérését és helyreállítási terveit készítette.

## Felmérései és tervei

### Helyreállítási munkái
- Kassa, Szt Mihály-kápolna (1901 és 1904 között);
- Kassa, a dóm kriptája;
- Okolicsnó, templom;
- Csütörtökhely, Zápolya-kápolna (1899 és 1901 között);
- a keszthelyi (1896), a szepesszombati, a kőröshegyi (1906 és 1907 között), a szigetvári római katolikus templomok;
- az egri minaret helyreállítása;
- Torda, református templom

### Főbb tervei
- a szolnoki református templom
- a ceglédi evangélikus templom
- székelyudvarhelyi vármegyeháza (ma polgármesteri hivatal)

## Írása
- Megfigyelések a kassai Szt. Erzsébet-templom építése történetének felderítéséhez. (Budapest, 1913.)